# Anna Leszczyńska-Łazor
Anna Leszczyńska-Łazor (ur. 15 lutego 1971) – polska lekkoatletka, sprinterka i płotkarka, kilkakrotna mistrzyni Polski.

## Życiorys
Specjalizowała się w biegu na 100 metrów przez płotki, ale odnosiła również wiele sukcesów w biegach płaskich.
Na mistrzostwach świata juniorów w 1988 w Greater Sudbury zajęła 5. miejsce w biegu na 100 metrów przez płotki. Startowała w mistrzostwach Europy juniorów w 1989 w Varaždin, gdzie zajęła 7. miejsce w finale biegu na 100 metrów przez płotki, a w biegu na 200 metrów odpadła w półfinale. Uczestniczyła w mistrzostwach świata juniorów w 1990 w Płowdiwie, gdzie dotarła do półfinału biegu na 100 metrów przez płotki.
Na halowych mistrzostwach Europy w 1996 w Sztokholmie odpadła w eliminacjach biegu na 60 metrów przez płotki. Podobnie odpadła w eliminacjach biegu na 100 metrów przez płotki podczas mistrzostw świata w 1997 w Atenach.
Swój największy sukces międzynarodowy Leszczyńska-Łazor odniosła zajmując 4. miejsce w finale biegu na 60 metrów przez płotki na halowych mistrzostwach Europy w 1998 w Walencji. Na halowych mistrzostwach Europy w 1999 w Maebashi odpadła w eliminacjach tej konkurencji.
Była czterokrotną mistrzynią Polski w biegu na 100 metrów i na 100 metrów przez płotki w 1997 oraz na 100 metrów przez płotki w 1998 i w 1999, wicemistrzynią na 100 metrów w 1993, 1995 i 1998 oraz na 100 metrów przez płotki w 1989, 1993 i 1995, a także brązową medalistką na 100 m przez płotki w 1996.
Odniosła również wiele sukcesów podczas halowych mistrzostw Polski. W 1997 zdobyła na nich trzy złote medale: w biegu na 60 metrów, na 200 metrów i na 60 metrów przez płotki. Była również mistrzynią na 60 m przez płotki w 1989, 1996  i 1998, wicemistrzynią na 60 m przez płotki w 1999 i na 200 m w 1996 oraz brązową medalistką na 60 m przez płotki w 1992 i 1993 i na 200 m w 1998.
Rekordy życiowe:
Stadion:
- bieg na 100 metrów – 11,49 (20 czerwca 1997, Bydgoszcz)
- bieg na 200 metrów – 23,63 (23 lipca 1997, Szczecin)
- bieg na 100 metrów przez płotki – 13,05 (12 czerwca 1998, Mannheim)
- bieg na 400 metrów przez płotki – 61,26 (9 września 1989, Warszawa)

Hala:
- bieg na 60 metrów – 7,48 (23 lutego 1997, Spała)
- bieg na 200 metrów – 24,48 (23 lutego 1997, Spała)
- bieg na 60 metrów przez płotki – 8,12 (1 marca 1998, Walencja)

Była zawodniczką Warszawianki i AZS-AWF Gdańsk.